# IJsland op de Olympische Zomerspelen 1964
IJsland nam deel aan de Olympische Zomerspelen 1964 in Tokio, Japan. Voor de tweede opeenvolgende keer werd geen medaille gewonnen.

## Deelnemers en resultaten

### Atletiek
| Olympiër            | Discipline               | Resultaat | Prestatie                     |
| ------------------- | ------------------------ | --------- | ----------------------------- |
| Jón Ólafsson        | hoogspringen (m)         | 25e       | kwalificatie: 25ste met 2,00m |
| Valbjörn Þorláksson | polsstokhoogspringen (m) | DNS       | kwalificatie: niet gestart    |
| Valbjörn Þorláksson | tienkamp (m)             | 12e       | 7135 punten                   |

### Zwemmen
| Olympiër                   | Discipline          | Resultaat | Prestatie              |
| -------------------------- | ------------------- | --------- | ---------------------- |
| Gudmunður Gíslason         | 400m wisselslag (m) | 22e       | serie 4: 5de in 5.15,5 |
|                            |                     |           |                        |
| Hrafnhildur Guðmundsdóttir | 100m vrije slag (v) | 36e       | serie 4: 7de in 1.06,4 |

Afghanistan · Algerije · Argentinië · Australië · Bahama's · België · Bermuda · Birma · Bolivia · Brazilië · Brits-Guiana · Bulgarije · Cambodja · Canada · Ceylon · Chili · Colombia · Congo-Brazzaville · Costa Rica · Cuba · Denemarken · Dominicaanse Republiek · Duits eenheidsteam · Ethiopië · Filipijnen · Finland · Frankrijk · Ghana · Griekenland · Groot-Brittannië · Hongarije · Hongkong · Ierland · IJsland · India · Irak · Iran · Israël · Italië · Ivoorkust · Jamaica · Japan · Joegoslavië · Kameroen · Kenia · Libanon · Liberia · Libië · Liechtenstein · Luxemburg · Madagaskar · Maleisië · Mali · Marokko · Mexico · Monaco · Mongolië · Nederland · Nederlandse Antillen · Nepal · Nieuw-Zeeland · Niger · Nigeria · Noord-Rhodesië · Noorwegen · Oeganda · Oostenrijk · Pakistan · Panama · Peru · Polen · Portugal · Puerto Rico · Roemenië · Senegal · Sovjet-Unie · Spanje · Taiwan · Tanganyika · Thailand · Trinidad en Tobago · Tsjaad · Tsjecho-Slowakije · Tunesië · Turkije · Uruguay · Venezuela · Verenigde Arabische Republiek · Verenigde Staten · Vietnam · Zuid-Korea · Zuid-Rhodesië · Zweden · Zwitserland